# Violot
Violot é uma comuna francesa na região administrativa da Champanha-Ardenas, no departamento de Haute-Marne. Estende-se por uma área de 4,27 km². Em 2010 a comuna tinha 67 habitantes (densidade: 15,7 hab./km²).